# Средства массовой информации Туркменистана
В Туркменистане по данным на 3 января 2013 года издаются 39 печатных периодических изданий. Почти сто процентов всех зарегистрированных изданий являются государственными, учредителем всех центральных газет являлся Президент Туркменистана. В 2013 году Гурбангулы Бердымухамедов отказался от роли учредителя СМИ. Пресса издается на туркменском, русском и английском языках. 3 января 2013 года в вступил в силу закон о СМИ, запрещающий цензуру. С 1991 года это первый закон о средствах массовой информации.
Самым популярными периодическим изданием является русскоязычная газета «Нейтральный Туркменистан» (тираж 46 091) и туркменская «Türkmenistan» c тиражом 36 091 экземпляров.
Также в Туркменистане существует 2 информационных агентства, 7 программ телевещания и 4 программы радиовещания.
В рейтинге свободы СМИ по данным Reporters Without Borders Туркмения находится на 177 месте.

## Телевидение
В Туркменистане популярно спутниковое телевидение из России и Турции. В конце 2007 года президент Туркменистана Гурбангулы Бердымухамедов выступил с заявлением, что «антенны уродуют облик городов». В 2011 году Гурбангулы Бердымухамедов выразил мнение, что спутниковые антенны «отрицательно сказываются на архитектурно-градостроительном облике столицы страны» и что необходимо демонтировать все частные спутниковые антенны. Международная общественность и СМИ резко отреагировали на эту инициативу, однозначно расценив её как попытку установления цензуры и нарушение права на свободный доступ к информации.
В Туркменистане вещает 7 государственных эфирных телеканалов (6 из них — на территории всего государства и 1 — только в Ашхабаде). Все они вещают на туркменском языке (за исключением информационного телеканала Turkmenistan, который вещает на 7 языках мира). По содержанию и качеству программ они практически не отличаются друг от друга. Эти источники информации фактически являются идеологическим рупором правящего в стране режима. На этих каналах невозможно услышать какое-либо мнение или идею, отличающуюся от высказываний президента республики, не говоря уже о критике в адрес властей. Кроме новостных, присутствуют познавательные и развлекательные программы и кинофильмы туркменского производства, спортивные мероприятия с участием туркменских спортсменов. Рекламы на туркменском телевидении нет. Кабельное телевидение в стране запрещено.
- Altyn Asyr (Алтын Асыр, бывший TMT-1, рус. Золотой век) — главный телеканал страны[8]
- Miras (Мирас, бывший TMT-3, рус. Наследие) — телеканал о культуре и наследии туркменского народа[8]
- Yaşlyk (Яшлык, бывший TMT-2, рус. Юность) — молодёжный канал[8]
- Türkmenistan (Туркменистан, бывший TMT-4) — международный канал, транслируется на семи разных языках[9]
- Türkmen owazy (Туркмен овазы, рус. Турменские мелодии) — музыкальный телеканал[10]
- Aşgabat (Ашхабад) — столичный телеканал[11]
- Türkmenistan Sport (Туркменистан Спорт) — спортивный телеканал[12]

## Радио
Радио в Туркменистане является государственным, вещает только на туркменском языке. Программы по существу мало чем отличаются от телевизионных. Рекламы на туркменском радио нет. Вещание российского «Маяка» в июле 2004 года было запрещено. Единственная радиостанция, которая освещает события, происходящие в России — Радио Свобода (туркм. Azadlik radiosy), вещает на туркменском языке.
Радиостанции в Туркменистане:
- 1. TR1 Wattan radio (Родина) — общая
- 2. TR2 Çar Tarapdan (С четырёх сторон) — музыка и развлекательные программы
- 3. TR3 Miras (Наследие) — культура
- 4. TR4 Owaz radio (Мелодии) — музыкальная

Все четыре радиостанции доступны через эфирное радиовещание (аналоговое на УКВ (УКВ OIRT, УКВ CCIR), СВ (передатчик в Karatamak); TR1 Wattan radio ведёт трансляции также на ДВ (передатчик в Karatamak), цифровое на МВ, ранее — проводное радиовещание.

## Печатные издания

### Журналы
- «Дияр» — журнал о внешней политике Туркменистана и международных отношениях
- «Гарагум» — литературный журнал
- «Гурбансолтан эдже» — женский журнал
- «Altyn Asyryň Ykdysadyýeti» — финансово-экономический журнал
- «Täze Oba» — сельскохозяйственные новости
- «Возрождение»
- «Саглык» — журнал о здоровье
- «Гюнеш» — детский журнал
- «Türkmenistanyň lukmançylygy» — медицинский журнал
- «Ведомости Меджлиса Туркменистана» — периодическое издание всех законов и резолюций туркменского парламента
- «Собрание актов Президента Туркменистана» — периодическое издание всех постановлений и указов Президента Туркменистана

## Электронные СМИ
Государственное информационное агентство Туркменистана TDH - (http://tdh.gov.tm/)
- Туркменпортал — (https://turkmenportal.com/)
- «Туркменистан: золотой век» — (http://www.turkmenistan.gov.tm/)
- Туркмендовлетхабарлары — (http://www.tdh.gov.tm/)
- Электронная газета «TURKMENISTAN.RU» — (http://www.turkmenistan.ru/)
- Zaman Tуркменистан — (https://web.archive.org/web/20151216020523/http://www.zamantm.com/tm/)
- Информационное агентство «Медиа туркмен» — (http://www.orient.tm/)
- Arzuw News — (https://arzuw.news/)
- Jeyhun News — (https://jeyhun.news/)
- «Бизнес Туркменистан» — (https://business.com.tm/)